# 李景均
李景均（1912年10月27日—2003年10月20日），生于天津，美国籍华裔遗传学家和生物统计学家，匹兹堡大学终身教授。

## 生平
1925年，李景均进入天津新学书院学习，1932年考入金陵大学农学院，主修农艺，并开始学习遗传学、作物育种学、田间试验设计分析等课程，1936年获得理学学士学位。大学毕业后，李景均在北平燕京大学试验农场工作一年。1937年七七事变后，李景均于8月离开农场前往天津，由塘沽乘海轮转道上海赴美国，后进入康乃尔大学攻读遗传学和生物统计学，1940年获博士学位，之后在芝加哥大学、哥伦比亚大学等研修解析几何、概率论和统计学等。
1941年10月回国，先后在广西农学院和迁至成都的金陵大学农学院任教。1946年至北京大学任教，并任农学系主任兼农业试验场场长。1949年北平易幟後，李景均于1949年1月向北京市新任市长叶剑英表示要为新中国科教事业贡献力量。9月，北大、清华、华北大学三校的农学院合并，成立了北京农业大学。1950年3月，中国遗传学界受苏联“米丘林学说”和拉马克主义的支持者特罗菲姆·邓尼索维奇·李森科的影响掀起政治运动，在党总支书记兼校务委员会主任乐天宇主持下，学校效法苏联李森科1948年消灭摩尔根学派的做法，停止他主讲的三门课程，乐天宇指責这些课程是“资产阶级的”、“为马尔萨斯人口论服务的”、“唯心的”、“反动的”、“伪科学”，“偶然性是科学的敌人！” ，李景均本人则被指责为“在反动教育系统下培养出来的人，从未接触过进步思想，所以不懂苏联科学的新概念”。不久，李景均被要求辞去系主任，他第二天就辞职。李景均在受到乐天宇的迫害后声明：“把一个纯学术问题扣上政治帽子，变成人身攻击，诬蔑为敌人，不能容忍。所以，即使有极大的耐心，我的同事们和我也不可能在中国把遗传学从灭亡中拯救出来。一个人在这种情况下必须声明忠于李森科学说，否则只有离开。”随后，李景均一家借口为母亲探病，从广州离开大陆抵达香港，在写信向美国的朋友求助后，在保罗·赫尔曼·穆勒的帮助下得以回到美国。此后，李景均终生未返回大陆。
1951年，经诺贝尔生理学或医学奖得主马勒和美国著名医学家托马斯·培伦博士推荐，李景均进入匹兹堡大学公共卫生学院任教，1954年升任教授，直至1982年退休。李景均于1960年被选为美国人类遗传学学会主席。1962年榮獲中華民國中央研究院第四屆(生命科學組)院士頭銜。1969年至1975年担任匹兹堡大学公共卫生学院生物统计学系主任，还曾被选为世界权威学术期刊《科学》杂志的主办方美国科学促进会的研究员。1982年正式退休后，李景均依然发表了25篇论文，并坚持上班至2003年去世前几个月。

## 学术贡献
李景均是世界著名的遗传学家和生物统计学家，其1948年在中国写成的著作《群体遗传学导论》（First Course in Population Genetics)，1950年代先后在美国、苏联等国出版，被视为世界第一本系统化描述群体遗传学的大学教科书，使他在国际遗传学界享有极高的学术声誉。李景均在匹兹堡大学任教期间被视为该校公共卫生学院的创始人，并被诺贝尔奖得主马勒称为遗传学界的领军人物。李景均也与谈家桢等被并称为中国遗传学的奠基人，曾为中国的遗传学、生物统计学的发展做出了重要贡献。
李景均在1950年代中期提出临床试验的“随机”与“双盲”是两个基本原则。1950年代中期，美国东部25家退伍军人医院合作进行一个大型癌症临床试验，用以搞清几种癌症化疗药物在白血病上的疗效。李景均被任命为该团体的生物统计学家。他提出要随机化分配病人，并遵循双盲原则，遭到强烈反对。他坚持己见，毫不让步，美国国立卫生研究院理解了这两个原则的原理之后，支持李景均，并威胁如果不采用李景均的方法，他们将不提供资助。现在，这两个原则已被普遍接受。